# Koninkrijksmunten
Koninkrijksmunten zijn de Nederlandse guldens geslagen onder het Koninkrijk Holland 1806-1810 en het Koninkrijk der Nederlanden 1815-2001. Hierbij horen ook de guldens van de Nederlandse Antillen (vanaf ± 1825 tot en met het heden), Suriname (tot 1975), de Arubaanse florin (vanaf 1986 tot en met het heden) en guldens van Nederlands-Indië 1816-1945.
De Nederlandse euromunten worden soms ook gezien als koninkrijksmunten.